# Crystal Hill
Der Crystal Hill (englisch für Kristallhügel) ist ein rund 150 m (nach Angaben des UK Antarctic Place-Names Committee etwa 200 m) hoher und eisfreier Hügel im Norden des Grahamlands auf der Antarktischen Halbinsel. Er bildet die Landspitze zwischen dem Bald Head und dem Camp Hill an der Südseite der Trinity-Halbinsel.
Der Falkland Islands Dependencies Survey benannte ihn nach den am Fuß des Hügels zwischen 1945 und 1946 gefundenen mineralischen Kristallen.